# Pescennina sumidero
Espèce
Pescennina sumidero est une espèce d'araignées aranéomorphes de la famille des Oonopidae.

## Distribution
Cette espèce est endémique du Mexique. Elle se rencontre  au Tabasco et au Chiapas.

## Description
Le mâle holotype mesure 1,58 mm et la femelle paratype 1,59 mm.

## Étymologie
Cette espèce est nommée en référence au lieu de sa découverte, le village de Sumidero.

## Publication originale
- Platnick & Dupérré, 2011 : The goblin spider genus Pescennina (Araneae, Oonopidae). American Museum novitates, no 3716, p. 1-64 (texte intégral).